# Мушарака
Муша́рака (араб. مشاركة‎) в исламском банковском деле — совместное долевое предприятие, в котором инвесторы осуществляют вложения в складчину и делят между собой полученные прибыли или убытки в соответствии с размером пая каждого участника.
Одним из инвесторов может выступать исламский банк.

## Мудараба
Муда́раба (араб. مضاربة‎) — совместное долевое предприятие, подобное мушараке, где один из инвесторов — обязательно исламский банк. Именно он вкладывает в совместное предприятие «мудараба» финансовые средства; другие инвесторы вкладывают только свой труд и знания (в мушараке все инвесторы вкладывают финансовые средства).
Полученную прибыль, как и при мушараке, инвесторы делят в соответствии с паями, но возможные финансовые убытки при мударабе несёт только банк (в отличие от кредита ростовщика, исламский банк принимает на себя часть риска предприятия). Кроме того, в этих сделках не работает банковский мультипликатор — основа ссудной экономики. В отличие от коммерческих банков, исламский банк также не может снизить кредитный риск при помощи залога. Принуждение к залогам осуждается исламской культурой.